# Ломи сэмон (блюдо)

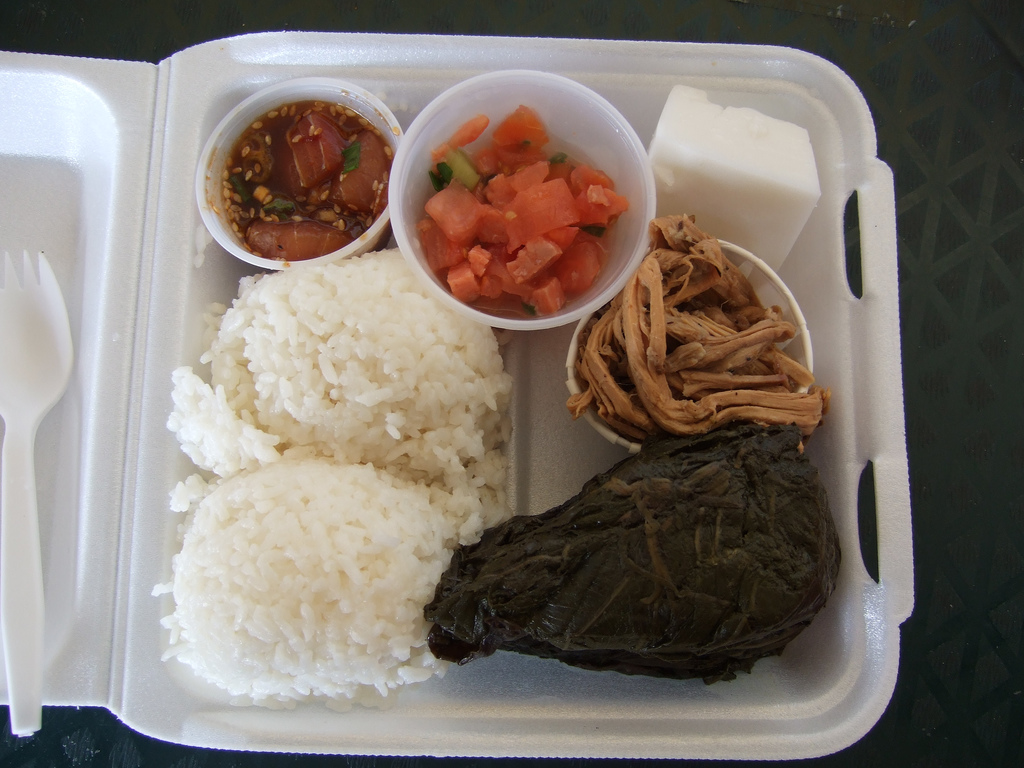
Поднос с гавайскими блюдами, второе блюдце в верхнем ряду - ломи-ломи сэмон

Ломи сэмон (англ. Lomi salmon, более известно как lomi-lomi salmon) — популярный гарнир гавайской кухни. Это салат из свежих томатов и лосося, приготовление которого гавайцы переняли у западных моряков.. Обычно нарезанный ломтиками солёный лосось смешивается с томатами, сладким луком Maui onion (или с зелёным луком) и, иногда, с жгучим перцем чили и молотым льдом. Блюдо всегда подаётся холодным. Другие варианты включают лосося, нарезанные томаты, огурец и сладкий лук.
Название lomi-lomi salmon блюдо получило из-за способа приготовления. Смешивание лосося с другими ингредиентами выполняется вручную, как бы «массируя» солёную рыбу (lomi-lomi — по-гавайски означает «массировать»).
Ломи-ломи сэмон — традиционный гарнир, подаваемый на гавайских луау. Это классическая составная часть угощения на большинстве гавайских праздников и приёмов и считается гавайским национальным блюдом.